# 3711 Ellensburg
3711 Ellensburg је астероид главног астероидног појаса са средњом удаљеношћу од Сунца која износи 2,656 астрономских јединица (АЈ).
Апсолутна магнитуда астероида је 12,9.